# Beat (альбом)
Beat — девятый студийный альбом британской группы King Crimson, выпущен в 18 июня 1982 года лейблом E.G. Records. Этот альбом записан группой в том же составе, что и предыдущий (Discipline) и продолжает его музыкальную линию. 

## Об альбоме
Beat был создан под влиянием истории и творчества бит-поколения, в частности, двадцать пятой годовщиной публикации романа «В дороге» писателя-битника Джека Керуака. Эдриан Белью вспоминал, что его вдохновила фраза «I'm wheels, I am moving wheels», которую ему подсказал Роберт Фрипп, предложивший, чтобы тексты битников стали «лирической основой» альбома после того, как он увидел, как Белью читает произведение Керуака.

## Список композиций
Вся музыка написана Эдрианом Белью, Биллом Бруфордом, Робертом Фриппом и Тони Левином; все тексты написаны Эндрианом Белью, если не указано другое
| №                   | Название               | Длительность |
| ------------------- | ---------------------- | ------------ |
| 1.                  | «Neal and Jack and Me» | 4:22         |
| 2.                  | «Heartbeat»            | 3:54         |
| 3.                  | «Sartori in Tangier»   | 3:34         |
| 4.                  | «Waiting Man»          | 4:27         |
| Общая длительность: | Общая длительность:    | 16:17        |

| №                   | Название            | Текст песни         | Длительность |
| ------------------- | ------------------- | ------------------- | ------------ |
| 5.                  | «Neurotica»         |                     | 4:48         |
| 6.                  | «Two Hands»         | Маргарет Белью      | 3:23         |
| 7.                  | «The Howler»        |                     | 4:13         |
| 8.                  | «Requiem»           |                     | 6:48         |
| Общая длительность: | Общая длительность: | Общая длительность: | 19:12        |

## Участники записи
- Роберт Фрипп — гитара, орган;
- Эдриан Белью — гитара, вокал;
- Тони Левин — бас-гитара, стик Чапмена, вокал;
- Билл Бруфорд — ударные;

## Позиции в чартах

### Альбом
| Год  | Чарт                 | Позиция |
| ---- | -------------------- | ------- |
| 1982 | Billboard Pop Albums | 52      |

### Синглы
| Год  | Сингл       | Чарт                      | Позиция |
| ---- | ----------- | ------------------------- | ------- |
| 1982 | «Heartbeat» | Billboard Mainstream Rock | 57      |